# Riftia pachyptila
Genre
Espèce
Le ver tubicole géant (Riftia pachyptila) est l'une des espèces extrêmophiles de vers vestimentifères tubicoles vivant dans les grands fonds marins, en colonies pouvant atteindre 100 à 200 individus par m².
C'est une espèce à symbiose obligatoire (avec des bactéries chimioautotrophes). Elle est utilisée comme espèce modèle pour l'étude de ces symbioses, notamment en France à la station de biologie marine de Roscoff.

## Description
Il s'agit d'un ver souple, de couleur brunâtre, qui peut mesurer jusqu’à 2 mètres de long. Il n'a ni bouche, ni intestin, ni anus.
Il est muni de branchies rouges rétractiles à son extrémité supérieure.
Son corps d'un diamètre atteignant 4 à 5 cm est protégé par un tube qu'il agrandit au fur et à mesure de sa croissance.

## Répartition et habitat
Riftia pachyptila vit toujours à proximité des émissaires de cheminées hydrothermales, dans des zones de températures allant de 5 à 25 °C.
Il a été notamment  observé le long de la dorsale océanique du Pacifique Est, la dorsale des Galapagos et dans le bassin de Guaymas.

## Alimentation
Riftia est dépourvu de système digestif, mais son tronc héberge un organe interne appelé trophosome qui héberge des symbiotes bactériens.
Il s’agit de bactéries sulfo-oxydantes qui utilisent les molécules de sulfure d'hydrogène (H2S), de dioxyde de carbone (CO2), et de dioxygène (O2) pour synthétiser des sucres que le ver peut assimiler. Ces bactéries forment jusqu'à 35 % du poids du trophosome de Riftia pachyptila.

## Respiration
L’oxygène et les sulfures nécessaires à la chimiosynthèse des bactéries sont puisés par le ver au niveau des filaments branchiaux puis semblent être transportés vers les bactéries grâce à une hémoglobine particulière. H2S étant très toxique, son transport sous une forme stable protège à la fois le ver et les bactéries.

#### GenreRiftia
- (en) Catalogue of Life : Riftia Jones, 1981 (consulté le 7 avril 2023)
- (fr + en) ITIS : Riftia  Jones, 1981
- (en) WoRMS : Riftia (+ liste espèces)
- (en) Animal Diversity Web : Riftia
- (en) NCBI : Riftia (taxons inclus)

#### EspèceRiftia pachyptila
- (en) Catalogue of Life : Riftia pachyptila Jones, 1981 (consulté le 16 décembre 2020)
- (fr + en) ITIS : Riftia pachyptila  Jones, 1981
- (en) WoRMS : espèce Riftia pachyptila Jones, 1981
- (en) Animal Diversity Web : Riftia pachyptila
- (en) NCBI : Riftia pachyptila (taxons inclus)